# Nicola Garrone
Nicola Garrone (Bari, 26 aprile 1877 – Roma, 18 novembre 1959) è stato un economista italiano.

## Biografia
È stato un fondatore della tecnica mercantile e bancaria. Avviò il percorso di sviluppo scientifico delle "tecniche" proponendo nel 1913 il cambiamento della denominazione dell'insegnamento in "Tecnica mercantile e bancaria", fino ad allora noto come "Banco modello". La sua proposta, destinata a modernizzare e sistematizzare lo studio delle discipline mercantili e bancarie, venne ufficialmente accolta nel 1920, quando entrò a far parte dell'ordinamento didattico universitario.
La sua carriera accademica ebbe inizio presso la Scuola Superiore di Commercio di Bari, dove insegnò tecniche mercantili e bancarie dal 1908 al 1926, ricoprendo anche il ruolo di Rettore. Successivamente, si trasferì alla Facoltà di Economia dell'Università di Roma La Sapienza, dove fu professore dal 1926 al 1952, ricoprendo la carica di Preside e, dal 1953, di Professore Emerito.
Parallelamente alla carriera accademica, fu coinvolto in attività professionali, ricoprendo il ruolo di amministratore delegato dei Magazzini Generali di Bari per cinquant'anni. Rivestì inoltre incarichi di rilievo come presidente del Collegio Sindacale del Banco di Roma (1944-1947), del Collegio Commissariale della Banca Nazionale del Lavoro (1937-1944) e del Consiglio Generale dell'Istituto Centrale del Mediocredito.
Fu un pioniere in Italia, essendo il primo a studiare sistematicamente e ad elevare a dignità scientifica i meccanismi commerciali, collegando il loro studio alle discipline economiche, giuridiche e amministrative. La sua opera principale, Scienza del Commercio (Milano, 1914-1956), rimane una fonte di riferimento fondamentale per gli studiosi del settore. Questo vasto studio si articola in cinque volumi: Organizzazione del Commercio (1914), Tecnica Mercantile (1920), Delle Banche di Credito Ordinario (1925), Istituti Speciali di Credito (1942) e Delle Borse Valori (1956). Purtroppo, un volume pianificato sulle borse merci rimase incompiuto.
Tra le sue altre opere rilevanti si annoverano Circolazione e Credito negli Stati Uniti di America (Roma, 1940), Il Credito Industriale in Italia (pubblicato in Rassegna Economica del Banco di Napoli, 1956) e La Banca Moderna (in Credito e Cooperazione, 1957). Inoltre, curò la compilazione dell'Enciclopedia Bancaria (Milano, 1942).